# Nieuwmarkt
Le Nieuwmarkt (« Nouveau Marché » en néerlandais) est une place principale de la ville d'Amsterdam située dans l'arrondissement dit Centrum. Située dans le quartier chinois de la ville, et à proximité de De Wallen (Quartier rouge), la place accueille quotidiennement un marché en plein air, ainsi qu'un marché bio le samedi, et un marché aux puces le dimanche pendant les mois d'été. La place donne également son nom au quartier qui l'entoure, le Nieuwmarktbuurt (« Quartier du Nouveau Marché »). Étant donné la forte proportion de Chinois qui habitent dans le quartier, en particulier sur la Zeedijk, les panneaux de nom des rues situées autour de la place sont pour la plupart écrits à la fois en néerlandais et en chinois.

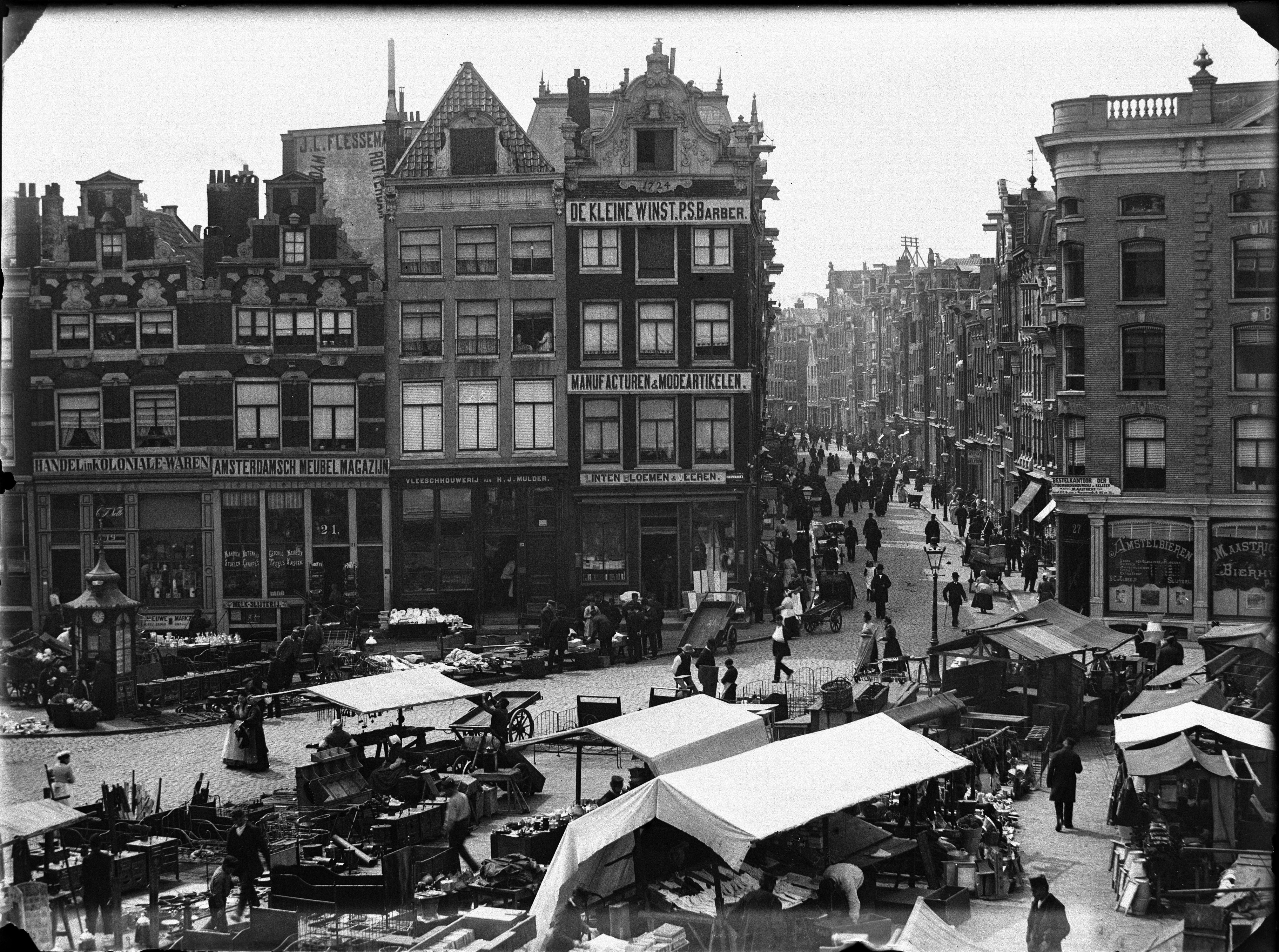
Le Nieuwmarkt en 1890, photographie de Jacob Olie.

Au cœur de la place se trouve le Waag, qui constituait autrefois une porte d'accès à la ville médiévale (la Porte Saint-Antoine) transformée en maison de pesée lorsque la citadelle fut détruite au XVIIe siècle. La place fut aménagée lorsque les canaux qui entouraient le Waag furent rebouchés en 1614, et devint une place de marché. Pendant la Seconde Guerre mondiale, la place fut utilisée par les Allemands comme point de rassemblement pour les juifs avant leur envoi en camp de concentration.
Dans les années 1970, de nombreux bâtiments construits sur et autour de la place furent détruits pour laisser place au projet de métro et de voie rapide qui devait prendre un virage vers la droite au sein du quartier. Ce projet provoqua des désordres majeurs (connus sous le nom de Nieuwmarktrellen) en 1975, ce qui conduisit à l'abandon du projet de voie rapide. Le métro fut cependant construit, et Nieuwmarkt en constitue l'une des stations.
La place est évoquée dans le roman Le Chardonneret de Donna Tartt, publié en 2013.